# 环女山湖公路
环女山湖公路簡稱女山湖環線，是位于明光市的一条省级环线道路，编为安徽 602省道。该道路途经明光市潘村镇、蘇巷镇、明光市區、橋頭鎮、古沛镇。其中，已建成明光至柳巷公路，全长48公里，沥青混凝土路面，二级公路标准。